# Hänglås

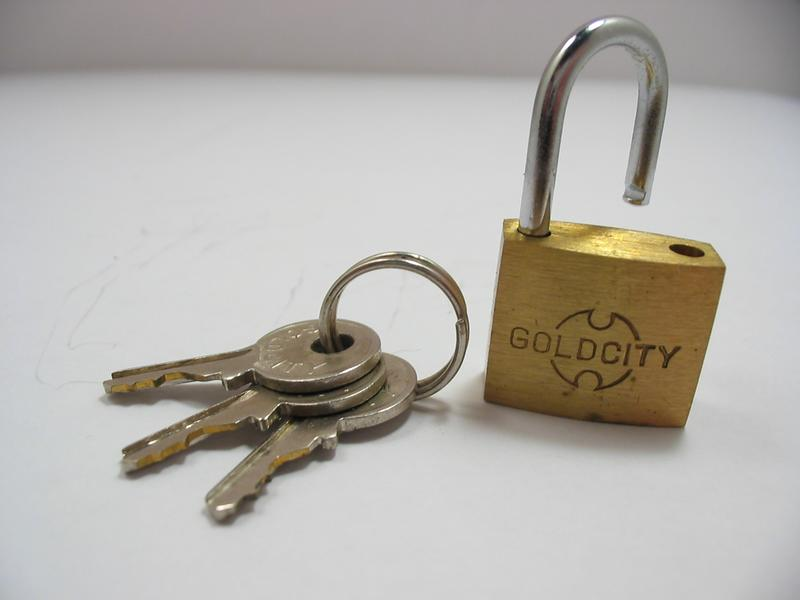
Hänglås med nycklar

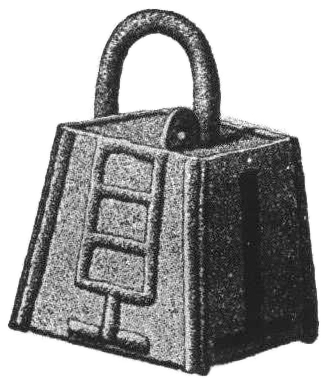
Hänglås från vikingatiden,funnet på Björkö i Mälaren

Ett hänglås, tidigare även kallat bultlås eller holklås, är en löst hängande låsanordning som har en rörlig låsbar bygel vilken kan öppnas och träs genom länkar, öglor, ringar, krampor och liknande som man vill låsa fast vid varandra. Det moderna hänglåset uppfanns 1831, men romarna tillverkade små bärbara lås redan för omkring 2000 år sedan. Den svenske uppfinnaren Christopher Polhem uppfann ett hänglås med namnet "polhemslås" som tillverkades och såldes ända in på 1950-talet. .
Klassiska dagböcker kan ibland vara försedd med små hänglås. Detta för att ingen obehörig ska kunna läsa dessa.